# Brodina
Brodina est une commune roumaine située dans le județ de Suceava.